# Кралица Марция
Кралица Марция (на английски: Queen Marcia) e легендарна кралица и регентка на бритите (бритоните) в Британия през 363 пр.н.е. – 358 пр.н.е.

## Биография
Според Галфрид Монмутски тя е съпруга на Гителин (управлявал 353 – 327 пр.н.е. след Гургут Барбтрук, упр. 372 – 353 пр.н.е.). Двамата имат син Сисилий II. Тя става кралица за пет години след смъртта на Гителин, когато синът им е на седем години.
Кралица Марция е образована. Издава „Марцианския закон“ (Lex Martiana), който е преведен на староанглийски от Алфред Велики (упр. 871 – 899).
След нейната смърт крал става около 358 пр.н.е. нейният син Сисилий II, който е сменен от неговия син Кинарий.